# Алексеевское (Ивановская область)
Алексеевское — село Ильинского района Ивановской области России, входит в состав Ильинского городского поселения.

## География
Расположено на берегу реки Ирмис в 12 км на юг от райцентра посёлка Ильинское-Хованское.

## История
Церковь в селе построена вместо прежней деревянной в 1790-1806 годах. В 1889 году храм обновили и расписали. Тогда же была сооружена широкая трапезная, соединившая храм с монументальной четырехъярусной колокольней. Трапезная и колокольня были разобраны в 1930-е годы.
В конце XIX — начале XX село входило в состав Гарской волости Ростовского уезда Ярославской губернии. В 1885 году в селе было 47 дворов.
С 1929 года село являлось центром Алексеевского сельсовета Ильинского района, с 1979 года — в составе Ильинского сельсовета, с 2005 года — в составе Ильинского городского поселения.

## Население
| 1859 | 1914 | 2010 |
| ---- | ---- | ---- |
| 276  | ↗300 | ↘28  |

## Достопримечательности
В селе расположена недействующая Церковь Николая Чудотворца (1806).